# 申泰煥
申 泰煥（シン・テファン、英語: SHIN Tae-hwan、1912年 - 1993年）は、大韓民国の経済学者、政治家。大韓民国建設部長官、ソウル大学校総長、大韓民国国土統一院長官を歴任した。本貫は平山申氏。

## 生涯
日本統治時代の朝鮮の京畿道仁川府で生まれる。1936年に京城高等商業学校卒業。1939年に旧制東京商科大学（現一橋大学）本科を卒業し、商学士を取得。専門は理論経済学。在学中、全朝鮮陸上選手権大会の800メートル競走で優勝。同年延禧専門学校（現延世大学校）教授。
1945年朝鮮基督教大学（現延世大学校）教授。1952年ソウル大学校法科大学教授。同年釜山で韓国経済学会を創立。1957年ソウル大学校法科大学長。1961年大韓民国建設部長官。1964年ソウル大学校総長、東国大学校名誉経済学博士。1969年初代大韓民国国土統一院長官。